# Anat
Anat eller Anath var jaktens och krigets jungfrugudinna i kanaaneisk mytologi, syster till Baal och dotter till El. Hon dyrkades även i Egypten som maka till guden Set. 